# Ранковий випуск (телесеріал)
Завтра настане сьогодні (Ранковий Випуск) — телесеріал, демонструвався телеканалом CBS з 28 вересня 1996 по 27 травня 2000 року. У фільмі дія відбувається в Чикаго. Фільм розповідає про людину, яка таємничим чином отримує газету Чикаго Сан-Таймс на день раніше, ніж вона насправді випускається в друк. Він використовує отримані ним відомості, щоб день за днем запобігати страшним подіям, які повинні відбутися. Серіал створений Йеном Абрамсом, Патріком Пейджем і Віком Рубенфільдом, в ролі Гері Хобсона — Кайл Чендлер. Для зйомки, в основному, використовуються різні місця міста Чикаго. Попри зусилля фанатів врятувати серіал, він був скасований в травні 2000 року. Згодом Paramount Home Entertainment намітили випуск на DVD першого сезону на 24 червня 2008 року.

## Сюжет
Серіал розповідає про життя Гері Хобсона (Кайл Чендлер), жителя Чикаго (спочатку біржового брокера, пізніше власника бару МакГинті), який таємничим чином отримує газету Chicago Sun-Times днем раніше (завтрашня газета сьогодні), що дає йому інформацію про потенційне майбутнього. Його газета, очевидно, доставляється рудою кішкою, незалежно від того, де він виявиться вранці, за винятком деяких особливих випадків. Після чого він намагається запобігти трагедії, описані в «завтрашній» газеті, в результаті чого текст в ній змінюється.

## Виробництво

#### Концепція
Основою для Ранкового випуску є спільна ідея Віка Рубенфільда та Пета Пейджа. Якось під час волейбольної гри в Мангеттен-Біч, Каліфорнія, вони почали ділитися ідеями для ймовірного нового художнього фільму. Пізніше, під час телефонної розмови на основі тих ідей, ними була придумана основна концепція для Ранкового випуску. Рубенфільд вважав, що ідея більш підходила для телебачення, ніж для художнього фільму, відзначаючи, що «це був дійсно унікальний спосіб помістити персонажа в фізичну небезпеку щотижня».